# Južna Bugarska
Južna Bugarska (bug. Южна България, Yuzhna Balgariya) je južna polovica teritorija Bugarske, koji se nalazi sjeverno od glavnog grebena planine Balkan koje dijeli zemlju na dva dijela. Osim planine Balkan, Južna Bugarska graniči sa Srbijom na zapadu, Sjevernom Makedonijom na jugozapadu, Grčkom na jugu, Turskom na jugoistoku, dok su na istoku obale Crnoga mora.
Administrativno, Južna Bugarska uključuje 14 bugarskih oblasti. Najveći gradovi su glavni grad Sofija, najveći grad Trakije - Plovdiv, i glavna crnomorska luka Burgas.
Povijesno gledano Južna Bugarska pokriva povijesne regije Tračku i Makedoniju (Pirinska Makedonija).